# کینگز پارک، استرالیای جنوبی
کینگز پارک (به انگلیسی: Kings Park) یک منطقهٔ مسکونی در استرالیا است که در استرالیای جنوبی واقع شده‌است.